# Vladimir Stojković
Vladimir Stojković (Servisch: Владимир Стојковић) (Loznica, 28 juli 1983) is een Servisch voetballer. Hij speelt als doelman en hij is op dit moment actief bij Partizan Belgrado. Tevens is hij de eerste doelman van het nationale team van Servië.

## Carrière

### Servië
Nadat Stojković de jeugdelftallen van FK Loznica had doorlopen, begon hij zijn professionele carrière in 2000 bij de Servische topclub Rode Ster Belgrado. De eerste jaren speelde de keeper alleen mee bij de beloften van deze club. Om hem aan spelen toe te laten komen op het hoogste niveau, besloot Rode Ster in 2003 Stojković te vehuren aan FK Zemun, op dat moment ook uitkomende in de Servische hoogste divisie. In zijn tweede jaar bij FK Zemun had Stojković zoveel indruk gemaakt dat Rode Ster hem voorafgaande het seizoen 2005/06 terughaalde naar Belgrado. Tijdens dat seizoen won Stojković als eerste keeper van Rode Ster zowel de landstitel alsmede de Servische beker.

### Frankrijk en Nederland
Slechts één seizoen speelde de keeper bij Rode Ster, in de zomer van 2006 maakte hij de overstap naar de Franse Ligue 1. FC Nantes nam de, ondertussen nieuwbakken, Servisch international voor 2,5 miljoen euro over. Aanvankelijk was hij eerste keeper, maar Stojković had echter moeite het niveau van de Ligue 1 te halen en werd steeds minder opgesteld. Om meer aan spelen te kunnen toekomen, wilde de Serviër vertrekken. Clubs als Vitesse en Hertha BSC toonden interesse. Hertha haakte af en hij leek niet haalbaar voor Vitesse. Nadat Vitesse een andere Servische doelman (Vladimir Dišljenković) afteste, kwam Stojković weer in beeld. Nantes en Vitesse bereikte een akkoord over de verhuur voor een half jaar en in de winterstop van seizoen 2006/07 maakte de doelman de tijdelijke overstap naar de Eredivisie.

### Portugal en Spanje
Nadat Vitesse bekend had gemaakt niet met de Servische doelman verder te willen en hij niet terug wilde keren naar FC Nantes, ging Stojković op zoek naar een nieuwe club. In juli 2007 werd bekendgemaakt dat Stojković, voor een bedrag van twee miljoen euro, definitief verhuisde van Nantes naar Sporting Portugal, waar hij een vierjarig contract ondertekende. Ook bij deze Portugese club bleef Stojković voorlopig niet voor een langere periode. De trainer gaf na verloop van tijd zijn voorkeur aan de eigen opgeleide jeugdige keeper Rui Patrício. Stojković kwam op de bank te zitten en werd, voor derde keer in zijn carrière, verhuurd. Ditmaal werd de keeper verhuurd aan Getafe CF, sinds 1 januari 2009 speelt hij zijn wedstrijden in de Primera División. In 2010 speelt Stojkovic op huurbasis bij Wigan Athletic.

### Terugkeer naar Belgrado
De Servische doelman maakte in 2010 zijn rentree in de Servische competitie. Hij keerde echter niet terug naar Rode Ster Belgrado, maar tekende bij rivaal Partizan Belgrado. Deze overgang werd hem niet in dank afgenomen. Voorafgaand aan de interland Italië - Servië voor kwalificatie voor het EK van 2012, werd Stojkovic in de spelersbus aangevallen door hooligans van Rode Ster, reden was omdat hij nu voor aartsrivaal Partizan Belgrado speelt. Na een bezoek aan het ziekenhuis van Genua bleek hij te gekwetst om deel uit te maken van de selectie.
Op 11 augustus 2012 scoorde Stojković voor het eerst in zijn carrière een doelpunt. Hij schoot een penalty raak tegen BSK Borča. Partizan won die wedstrijd uiteindelijk met 7-0.

## Nationaal elftal
Stojković speelde reeds in de zomer van 2006 als eerste keeper en aanvoerder van Servië en Montenegro onder 21 op het EK onder 21 jaar in 2006. Hij speelde daar alle wedstrijden en reikte met zijn team tot de halve finales. Op het WK van 2006 was Stojković derde doelman van Servië en Montenegro.
Onder leiding van bondscoach Javier Clemente maakte Stojković zijn debuut op 16 augustus 2006 in de vriendschappelijke uitwedstrijd tegen Tsjechië (1–3) in Uherské Hradiště. Andere debutanten in dat duel waren Aleksandar Trišović (Rode Ster Belgrado), Milan Stepanov (Trabzonspor) en Milan Biševac (Rode Ster Belgrado).
Stojković vertegenwoordigde zijn vaderland (als dispensatiespeler) eveneens bij de Olympische Spelen van 2008 in Peking. Daar werd de selectie onder leiding van bondscoach Miroslav Đukić uitgeschakeld in de groepsronde na nederlagen tegen Ivoorkust (2–4) en Argentinië (0–2) en een gelijkspel tegen Australië (1–1).
Stojković maakte eveneens deel uit van de Servische selectie die onder leiding van bondscoach Mladen Krstajić deelnam aan de WK-eindronde 2018 in Rusland. Daar sneuvelde de ploeg in de voorronde na een overwinning op Costa Rica (1–0) en nederlagen tegen achtereenvolgens Zwitserland (1–2) en Brazilië (0–2). Stojković kwam in alle drie de WK-duels in actie voor zijn vaderland.

## Clubstatistieken
| seizoen | club               | land                          | competitie                   | duels | goals |
| ------- | ------------------ | ----------------------------- | ---------------------------- | ----- | ----- |
| 2003/04 | FK Zemun           | Vlag van Servië en Montenegro | Meridian Superliga           | 5     | 0     |
| 2004/05 | FK Zemun           | Vlag van Servië en Montenegro | Meridian Superliga           | 28    | 0     |
| 2005/06 | Rode Ster Belgrado | Vlag van Servië en Montenegro | Meridian Superliga           | 22    | 0     |
| 2006/07 | FC Nantes          | Vlag van Frankrijk            | Ligue 1                      | 11    | 0     |
| 2006/07 | → Vitesse          | Vlag van Nederland            | Eredivisie                   | 8     | 0     |
| 2007/08 | Sporting Portugal  | Vlag van Portugal             | SuperLiga                    | 9     | 0     |
| 2008/09 | Sporting Portugal  | Vlag van Portugal             | SuperLiga                    | 0     | 0     |
| 2008/09 | → Getafe CF        | Vlag van Spanje               | Primera División             | 1     | 0     |
| 2009/10 | Sporting Portugal  | Vlag van Portugal             | Superliga                    | 0     | 0     |
| 2009/10 | → Wigan Athletic   | Vlag van Engeland             | Premier League               | 4     | 0     |
| 2010/11 | Partizan Belgrado  | Vlag van Servië               | Superliga                    | 26    | 0     |
| 2011/12 | Partizan Belgrado  | Vlag van Servië               | Superliga                    | 25    | 0     |
| 2012/13 | Partizan Belgrado  | Vlag van Servië               | Superliga                    | 21    | 1     |
| 2013/14 | Partizan Belgrado  | Vlag van Servië               | Superliga                    | 14    | 0     |
| 2013/14 | → Ergotelis FC     | Vlag van Griekenland          | Super League                 | 11    | 0     |
| 2014/15 | Maccabi Tel Aviv   | Vlag van Israël               | Ligat Ha'Al                  | 35    | 0     |
| 2015/16 | Maccabi Tel Aviv   | Vlag van Israël               | Ligat Ha'Al                  | 32    | 0     |
| 2016/17 | Nottingham Forest  | Vlag van Engeland             | Football League Championship | 20    | 0     |
| 2017/18 | Partizan Belgrado  | Vlag van Servië               | Superliga                    | 13    | 0     |
| Totaal  | Totaal             | Totaal                        | Totaal                       | 294   | 1     |

## Erelijst
| Competitie                             |                    |                    |                    |                    |
| Competitie                             | Aantal             | Jaren              |                    |                    |
| Rode Ster Belgrado                     | Rode Ster Belgrado | Rode Ster Belgrado | Rode Ster Belgrado | Rode Ster Belgrado |
| -------------------------------------- | ------------------ | ------------------ | ------------------ | ------------------ |
| Kampioen van Servië en Montenegro      | 1x                 | 2006               |                    |                    |
| Winnaar Beker van Servië en Montenegro | 1x                 | 2006               |                    |                    |
| Sporting Lissabon                      |                    |                    |                    |                    |
| Winnaar Portugese Super Cup            | 1x                 | 2007               |                    |                    |
| Kampioen van Portugal                  | 1x                 | 2008               |                    |                    |
| Rode Ster Belgrado                     |                    |                    |                    |                    |
| Kampioen van Servië                    | 3x                 | 2011, 2012, 2013   |                    |                    |
| Winnaar Beker van Servië               | 1x                 | 2011               |                    |                    |

1 Stojković ·
2 Jovanović ·
3 Kolarov ·
4 Kačar ·
5 Rajković ·
6 Pavlović ·
7 Smiljanić ·
8 Gulan ·
9 Rakić ·
10 D. Tošić ·
11 Tadić ·
12 Fejsa ·
13 Mrdaković ·
14 Živković ·
15 Tomović ·
16 Z. Tošić ·
17 Stamenković ·
18 Kaluđerović ·
Coach: Đukić
1 Stojković ·
2 Rukavina ·
3 Kolarov ·
4 Kačar ·
5 Vidić ·
6 Ivanović ·
7 Tošić ·
8 Lazović ·
9 Pantelić ·
10 Stanković  ·
11 Milijaš ·
12 Isailović ·
13 Luković ·
14 Jovanović ·
15 Žigić ·
16 Obradović ·
17 Krasić ·
18 Ninković ·
19 Petrović ·
20 Subotić ·
21 Mrđa ·
22 Kuzmanović ·
23 Đuričić ·
Coach: Antić
1 Stojković ·
2 Rukavina ·
3 Tošić ·
4 Milivojević ·
5 Spajić ·
6 Ivanović ·
7 Živković ·
8 Prijović ·
9 Mitrović ·
10 Tadić ·
11 Kolarov  ·
12 Rajković ·
13 Veljković ·
14 Rodić ·
15 Milenković ·
16 Grujić ·
17 Kostić ·
18 Radonjić ·
19 Jović ·
20 Milinković-Savić ·
21 Matić ·
22 Ljajić ·
23 Dmitrović ·
Coach: Krstajić